# Lancharejo
Lancharejo es una localidad española del municipio abulense de La Carrera, en la comunidad autónoma de Castilla y León.

## Historia
Hacia mediados del siglo XIX, la localidad, perteneciente ya por entonces al término municipal de La Carrera, era mencionada como un barrio y tenía unas 20 casas. Aparece descrita en el décimo volumen del Diccionario geográfico-estadístico-histórico de España y sus posesiones de Ultramar de Pascual Madoz de la siguiente manera:

LANCHAREJO: barrio de la prov. y dióc. de Avila, part. jud. del Barco de Avila, térm. jurisd. y uno de los que componen el l. de Carrera (la), en cuyo pueblo estan incluidas las circunstancias de su localidad, pobl. y riqueza: tiene sobre 20 casas de inferior construccion.
(Madoz, 1847, p. 58)

En 2021 la localidad tenía 26 habitantes censados.